# ゴフ・リチャーズ
ゴフ・リチャーズ（Goff Richards、Godfrey Richards、1944年 - 2011年6月25日）は、イギリスの作曲家、編曲家 。

## 人物・来歴
コーンウォールに生まれ、王立音楽大学 、レディング大学で学ぶ。1976年から1989年まで、サルフォード工科大学（Salford College of Technology）にて編曲を講義。また、長年にわたり、チェサム・ビッグバンド（Chetham's Big Band）の音楽監督を務める。1989年にサルフォード大学ジャズ・オーケストラをBBCビッグバンド・オブ・ザ・イヤーに導いた功績により、1990年に同大学より博士号を授与される。
ブラスバンド向け作品の作曲や、同編成への編曲を多数手がけていることで知られ、1984年には、ブラスバンド曲「コンチネンタル・カプリス」（Continental Caprice）作曲によりヨーロッパ放送連盟賞を受賞 。また、管弦楽や合唱のための作曲・編曲も行っている。その作品は、キングズ・シンガーズ、ハダースフィールド・コーラル・ソサエティ、ロンドン・ブラス、エヴェリン・グレニー、複数のBBCオーケストラなどによって演奏されている。日本では、金管十重奏のための『高貴なる葡萄酒を讃えて』（Homage to the Noble Grape）が金管アンサンブルのレパートリーとして特に人気がある。
2011年6月25月、チェシャーにて病没。

## 作品
- 高貴なる葡萄酒を讃えて
- ザ・ゴールデン・レディ
- It's Showtime!